# Yasuhiro Inaba
Yasuhira Inaba (jap. 稲葉 泰弘, Inaba Yasuhiro; * 21. Oktober 1985 in der Präfektur Ibaraki) ist ein japanischer Ringer. Er gewann bei der Weltmeisterschaft 2010 im freien Stil im Bantamgewicht eine Bronzemedaille.

## Werdegang
Yasuhira Inaba besuchte die Kasumigaura-Oberschule in Ami in der Präfektur Ibaraki auf der Insel Honshū und begann dort als Jugendlicher im Jahre 2000 mit dem Ringen. Er konzentrierte sich dabei ganz auf den freien Stil. Nach der Oberschule besuchte er die Senshū-Universität in Chiyoda, Tokio und trat nach seinem Abschluss in die Dienste der Polizei. Er ist deshalb Mitglied des Metropolitan Police Department Wrestling Club Tokio. Sein Trainer ist Masakazu Hirakata. Der 1,62 Meter große Athlet wiegt ca. 60 kg  und startet bei Meisterschaften im Bantamgewicht, der Gewichtsklasse mit einem Gewichtslimit von 55 kg Körpergewicht.
Seinen ersten größeren Erfolg feierte Yasuhira Inaba im Jahre 2003, als er bei den nationalen High-School-Championships (Meisterschaft der japanischen Oberschulenringer) in der Gewichtsklasse bis 54 kg Körpergewicht den 1. Platz belegte. 2004 belegte er bei der japanischen Studenten-Meisterschaft den 3. Platz und erreichte diesen Platz auch bei der japanischen Meisterschaft, bei der er zum ersten Mal teilnahm. Er platzierte sich dabei im Bantamgewicht hinter Tomohiro Matsunaga und Seshito Shimizu.
2005 wurde er im Bantamgewicht japanischer Vizemeister hinter Tomohiro Matsunaga. Er startete in diesem Jahr auch bei der Junioren-Weltmeisterschaft in Vilnius und erreichte dort im Bantamgewicht mit vier Siegen das Finale, in dem er allerdings dem russischen Spitzenringer Bessik Kuduchow unterlag.
In den Jahren 2006 bis 2009 konnte sich Yasuhiro Inaba bei den japanischen Meisterschaften immer im Vorderfeld behaupten. Es gelang ihm aber nicht, in diesen Jahren den japanischen Meistertitel zu gewinnen, was daran lag, dass Japan in dieser Gewichtsklasse mit Tomohiro Matsunaga, Hideki Taoka und Shinichi Yumoto drei Weltklasseringer besitzt, von denen sich bei den japanischen Meisterschaften jener Jahre immer mindest einer vor Inaba platzierte. Er kam deshalb auch nicht mehr zu Einsätzen bei den internationalen Meisterschaften, startete aber bei vielen hochrangigen internationalen Turnieren und kam dort zu vielen guten Erfolgen.
Im Jahre 2008 startete Inaba aber bei der Universitäten-Weltmeisterschaft in Thessaloniki und siegte dort im Bantamgewicht vor so guten Ringern wie Michail Sacharow, Russland, Alexander Chawilow, Ukraine und Wladislaw Andrejew aus Belarus.
2009 gelang es Yasuhiro Inaba dann endlich japanischer Meister im Bantamgewicht zu werden und 2010 wurde er erstmals bei einer Weltmeisterschaft eingesetzt. In Moskau kam er dabei zu Siegen über Ibrahim Farag Abdelhakim, Ägypten, Aslan Tschanachanow, Kasachstan, John Pineda, Kanada und Obenson Blanc aus den Vereinigten Staaten. Im Halbfinale der WM unterlag er gegen Toğrul Əsgərov aus Aserbaidschan. Im Kampf um eine WM-Bronzemedaille gelang ihm ein Sieg über Bajaraagiin Naranbaatar aus der Mongolei.

## Internationale Erfolge
| Jahr | Platz | Wettbewerb                                | Gewichtskl. | Ergebnis |
| 2005 | 5.    | Dan-Kolow-Memorial in Plowdiw             | Bantam      | mit einem Sieg über Tekin Soyer, Türkei u. einer Niederlage gegen Bessarion Gotschaschwili, Georgien |
| 2005 | 2.    | Junioren-WM in Vilnius                    | Bantam      | mit Siegen über Kim Yong-up, Südkorea, Chiziri Dudujew, Belarus, Mustafa Kartal, Türkei u. Farchad Urazimbetow, Usbekistan u. einer Niederlage gegen Bessik Kuduchow, Russland                                    |
| 2006 | 2.    | Dan-Kolow-Turnier in Plowdiw              | Bantam      | mit Siegen über Krasimir Krastanow, Bulgarien u. Maxim Petrow, Bulgarien u. einer Niederlage gegen Tomohiro Matsunaga, Japan                                                                                      |
| 2006 | 3.    | Usbekistan-Grand-Prix in Taschkent        | Bantam      | nach Niederlage gegen Dilschod Mansurow, Usbekistan u. Siegen über Namig Sewdimow, Aserbaidschan und Hideki Taoka, Japan                                                                                          |
| 2006 | 2.    | Dave-Schultz-Memorial in Colorado Springs | Bantam      | nach Siegen über Luke Eustice u. Michael Martinez, bde. USA u. Dschamal Otarsultanow, Russland u. einer Niederlage gegen Matt Azevedo, USA                                                                        |
| 2006 | 5.    | Golden-Grand-Prix in Baku                 | Bantam      | hinter Dilschod Mansurow, Radoslaw Welikow, Bulgarien, Samuel Henson, USA u. Namig Sewdimow |
| 2008 | 5.    | Dave-Schultz-Memorial in Colorado Springs | Bantam      | mit Siegen über Mariusz Walkowiak, Polen, Obenson Blanc u. Stephen Abas, bde. USA u. Niederlagen gegen Ryswan Hadschyjeu, Belarus u. Nick Simmons, USA                                                            |
| 2008 | 1.    | Universitäten-WM in Thessaloniki          | Bantam      | mit Siegen über Mahmut Bayoglu, Türkei, Wladislaw Andrejew, Belarus, Alexander Chirtoaca, Rumänien u. Michail Sacharow, Russland                                                                                  |
| 2009 | 1.    | Dan-Kolow-Turnier in Warna                | Bantam      | mit Siegen über Krum Chuchurow, Bulgarien, Shinichi Yumoto, Japan, Bajaraagiin Naranbaatar, Mongolei u. John Pineda, Kanada                                                                                       |
| 2009 | 2.    | Yasar-Dogu-Memorial in Ankara             | Bantam      | mit Siegen über Wladislaw Andrejew, Mahmut Bayoglu, Bajaraagiin Naranbaatar u. Yerkebala Turgunbajew, Kasachstan u. einer Niederlage gegen Shinichi Yumoto                                                        |
| 2009 | 2.    | Usbekistan-Grand-Prix in Taschkent        | Bantam      | mit Siegen über Jeyhan Alijew, Aserbaidschan, Wiktor Lebedew, Russlan u. Yerkebala Turgunbajew u. einer Niederlage gegen Ashot Terterjan, Russland                                                                |
| 2009 | 2.    | Golden-Grand-Prix in Baku                 | Bantam      | hinter Namig Sewdimow, vor Yaser Khalpour Alamdardehi, Iran u. Kim Hyo-sub, Südkorea |
| 2010 | 5.    | Iwan-Yarigin-Memorial in Krasnojarsk      | Bantam      | hinter Yang Kyong-il, Nordkorea, Nariman Israpilow, Russland, Wiktor Lebedew u. Hideki Taoka |
| 2010 | 5.    | Alexander-Medwed-Turnier in Minsk         | Bantam      | nach Siegen über Hamza Fatah, Frankreich u. Adama Diatta, Senegal u. Niederlagen gegen Ghenadie Tulbea, Monaco u. Dschamal Otarsultanow                                                                           |
| 2010 | 5.    | Golden-Grand-Prix in Baku                 | Bantam      | hinter Shinichi Yumoto, Nariman Israpilow, Bessarion Gotschaschwili, Angel Escubedo u. Radoslaw Welikow, Bulgarien                                                                                                |
| 2010 | 3.    | WM in Moskau                              | Bantam      | mit Siegen über Ibrahim Farag Abdelhakim, Ägypten, Aslan Tschanachanow, Kasachstan, John Pineda u. Obenson Blanc, einer Niederlage gegen Toğrul Əsgərov, Aserbaidschan u. einem Sieg über Bajaraagiin Naranbaatar |

## Nationale Erfolge
| Jahr | Platz | Wettbewerb                       | Gewichtskl.  | Ergebnis                                                                  |
| 2003 | 1.    | Jap. High-School-Championships   | bis 54 kg KG |                                                                           |
| 2004 | 3.    | Jap. Universitäten-Meisterschaft | Bantam       | hinter Kohei Hasegawa u. Masashi Saito                                    |
| 2004 | 3.    | Jap. Meisterschaft               | Bantam       | hinter Tomohiro Matsunaga u. Seshito Shimizu                              |
| 2005 | 1.    | Jap. Junioren-Meisterschaft      | Bantam       |                                                                           |
| 2005 | 2.    | Jap. Meisterschaft               | Bantam       | hinter Tomohiro Matsunaga, vor Masashi Sairo u. Hideki Taoka              |
| 2006 | 3.    | Jap. Universitäten-Meisterschaft | Bantam       | hinter Kohei Hasegawa u. Shinichi Yumoto                                  |
| 2007 | 1.    | Jap. Universitäten-Meisterschaft | Bantam       | vor Naoki Tomioka                                                         |
| 2007 | 3.    | Jap. Meisterschaft               | Bantam       | hinter Tomohiro Matsunaga u. Hideki Taoka, gemeinsam mit Shinichi Yumoto  |
| 2008 | 2.    | Jap. Meisterschaft               | Bantam       | hinter Shinichi Yumoto, vor Yasuhiro Morita u. Seshito Shimizu            |
| 2009 | 1.    | Jap. Meisterschaft               | Bantam       | vor Hideki Taoka, Fumitaka Morishita, Kazuhida Tomioka u. Shinichi Yumoto |

## Erläuterungen
- alle Wettbewerbe im freien Stil
- WM = Weltmeisterschaft
- Bantamgewicht ist Gewichtsklasse bis 55 kg Körpergewicht